# Ribes humile
Ribes humile är en ripsväxtart som beskrevs av Eduard von Glinka Janczewski. Ribes humile ingår i släktet ripsar, och familjen ripsväxter. Inga underarter finns listade i Catalogue of Life.